# Цанчо Цанчев
Цанчо Димитров Цанчев е български кинооператор.

## Биография
Цанчо Димитров Цанчев е роден в Златица през 1937 година. По бащина линия е от рода Бальови. По майчина линия е от рода Самарджиеви (Осмаците). През 1939 г. родителите му се преселват в София.
През 1957 г. завършва Техникума по фина механика и оптика в София със специалност „Камерна техника“.
През 1972 г. завършва с отличие специалността „Кинооператорско майсторство“ във Висшия институт за кинематография (ВГИК) в Москва.
От 1960 г. до 1992 г. работи в Студия за игрални филми „Бояна“, където е бил камерен техник (1960 – 1962 г.), асистент-оператор (1962 – 1966), втори оператор (1966 – 1968) и главен оператор (1968 – 1992).
Член на Съюза на българските филмови дейци от 1973 г.

## Филмография
Главен оператор на филмите:
- „Любовницата на Граминя“ (игр., бълг.-итал., реж. Карло Лицани, 1969 г.),
- „Князът“ (игр., реж. Петър Б. Василев-Милевин, 1970 г.),
- „Чили – година първа“ (докум., реж. Владислав Икономов, 1972 г.),
- „Перуански бележник“ (докум., реж. Владислав Икономов, 1972 г.),
- „Тихият беглец“ (игр., реж. Петър Б. Василев-Милевин, 1972 г.),
- „Произшествие на сляпата улица“ (тв 5 серии, реж. Владислав Икономов, сериите „Кутия за енфие“, „Самопризнание“, „Нещастен случай“ 1974 г.),
- „Магистрала“ (игр., реж. Стефан Димитров, 1975 г.),
- „Войникът от обоза“ (игр., съветско-български, реж. Игор Добролюбов, 1976),
- „Спомен за близначката“ (игр., реж. Любомир Шарланджиев, 1976 г.),
- „Топло“ (игр., реж. Владимир Янчев, 1978 г.),
- „Фильо и Макензен“ (7-сер. тв, реж. Димитър Петров, Владислав Икономов, 1979 г.),
- „Трите смъртни гряха“ (игр., реж. Любомир Шарланджиев, 1979 г.),
- „Слънце на детството“ (2-сер. тв, реж. Илко Дундаков, 1981 г.),
- „Аз не живея един живот“ (игр.-док., реж. Никола Корабов, 1981),
- „Почти ревизия“ (4-сер. тв, реж. Тодор Стоянов, 1983 г.)
- „Семейство Карастоянови“ (4-сер. тв, съветско-български, реж. Николай Машченко, 1983 г.),
- „Васко да Гама от село Рупча“ (7-сер. тв, реж. Димитър Петров, 1986 г.),
- „Ако можеш, забрави“ (игр., реж. Николай Босилков, 1988 г.),
- „Земя избрана от слънцето“ (док. реж. Чавдар Гагов, 1990 г.)
- „Музикален момент“ (игр., реж. Николай Босилков, 1990 г.),
- „Веществено доказателство“ (игр., реж. Борислав Пунчев, 1991 г.).

Втори оператор на филмите:
- „Прокурорът“ (игр., реж. Любомир Шарланджиев, 1968 г.),
- „Скорпион срещу дъга“ (игр., реж. Владислав Икономов, 1969 г.),
- „Кит“ (игр., реж. Петър Б. Василев-Милевин, 1970 г.)

Асистент-оператор на филмите:
- „Бъди щастлива Ани“ (игр., реж. Владимир Янчев, 1961 г.),
- „Слънцето и сянката“ (игр., реж. Рангел Вълчанов, 1962 г.),
- „Инспекторът и нощта“ (игр., реж. Рангел Вълчанов, 1963 г.)
- „Вълчицата“ (игр., реж. Рангел Вълчанов, 1965 г.)
- „Рицар без броня“ (игр., реж. Борислав Шаралиев, 1966 г.)
- „Вечен календар“ (игр., реж. Петър Донев, 1966 г.)
- „Привързаният балон“ (игр., реж. Бинка Желязкова, 1967 г.)

## Награди
- Орден „Кирил и Методий“ – I степен (1982 г.)
- Орден „Червено знаме на труда“ (1987 г.)
- Наградата за операторско майсторство на Варненския кинофестивал „Златната роза“ (1986 г.) за филма „Васко да Гама от село Рупча“.
- Наградата за операторско майсторство от Международния кинфестивал за детски филми „Златният Лачено“ (1982 г.) за филма „Слънце на детството“
- Специалната награда на Варненския кинофестивал „Златната роза“ (1976 г.) за филма „Спомен за близначката“ – присъдена на режисьора Любомир Шарланджиев, оператора Цанчо Цанчев и сценариста Константин Павлов.

## Семейство
Съпруга – Лидия. Син – Димитър Цанчев, европейски и български дипломат, посланик на Европейския съюз в Израел, постоянен представител на България към Европейския съюз, заместник-министър на външните работи на Република България, посланик на България в Израел, постоянен представител на България в ООН–Женева, външнополитически съветник на Президента на Република България Петър Стоянов и говорител на Министерството на външните работи.